# 신 세계수의 미궁: 밀레니엄의 소녀
《신 세계수의 미궁: 밀레니엄의 소녀》는 아틀러스가 닌텐도 3DS로 제작한 롤플레잉 비디오 게임이다. 《세계수의 미궁》 시리즈의  첫번째 게임을 리메이크한 작품이다. 일본서 2013년 6월 23일 처음 출시됐다.

## 반응
《밀레니엄 소녀》에 대한 언론의 평가는 대체적으로 호의적이었다. 패미통에서는 40점 만점에 36점을 부여했다.
일본에서 첫 주 판매량이 90,297장이었으며, 2013년 7월까지 전세계 판매량은 114,000장 이상을 기록했다.

## 참조
1. ↑  일본어: 新・世界樹の迷宮 ミレニアムの少女, 영어: Etrian Odyssey Untold: The Millennium Girl